# Chirurgické šicí nitě
Chirurgická nit (angl.: surgical suture, něm.: Nahtfaden) je materiál užívaný ke spojení tělesné tkáně a okrajů ran po zranění nebo po operaci. 

## Z historie
Některé archeologické nálezy dokazují, že už ve starověku existovaly pokusy spojovat rány sešíváním např. s odřezky z různých rostlin a zvířecích šlach. Později se používaly nitě ze lnu, konopí, z lidských vlasů aj. Začátkem 19. století se v Evropě prosadil kovový drát jako chirurgická nit, brzy však byl nahrazen přírodním hedvábím. Asi od poslední třetiny 19. století byly nitě a chirurgické nářadí desinfikováno kyselinou karbolovou. V tomto období se stala střeva některých zvířat (catgut) nejpoužívanějším materiálem k výrobě chirurgických nití. Od poloviny 20. století se začaly vyrábět z běžných syntetických materiálů a od 70. let ze speciálně vyvinutých kopolymerů s medicínskými vlastnosti pro úzce specializované použití nití. Celosvětová výroba chirurgických nití dosáhla v roce 2021 hodnoty 3 miliard USD, na které se podílely asi 2/3 nitě z catgutu.

## Druhy
U chirurgických nití se rozlišuji výrobky podle:
- medicínské použitelnosti
  - vstřebatelné = ze speciálních polymerů
  - nevstřebatelné = ze syntetických vláken, hedvábí, kovových drátů aj
- způsobu zvlákňování – z monofilamentů, z multifilamentů, (tavením aj)
- textilního zpracování
  - jednoduché, skané, splétané (velmi jemné = ze 20 filamentů, průměrné = ze stovek f., nejhrubší = z tisíců filamentů)
  - zušlechťování: dloužení (o cca 20 %) - žehlení na horké plotně (odstranění nerovností) – žíhání v napnutém stavu (srovnání krystalické struktury do dlouhého řetězce)[7]
  - povrchové úpravy – povrstvení (v lázni nebo pastou), sterilizace[4]

## Vlastnosti
Kritéria určující možné použití (x udává účinnost dané vlastnosti):
- u vstřebatelných syntetických materiálů:[8]

| Materiál (označení) | Chemické složení            | Pevnost v uzlech | Vaza- telnost | Držení uzlů | Snášenlivost tkáně | Ztráta pevnosti po 14 dnech | Doba rozkladu |
| ------------------- | --------------------------- | ---------------- | ------------- | ----------- | ------------------ | --------------------------- | ------------- |
| PGA                 | (C2H2O2)n                   | xxx              | xxx           | xx          | xxx                | 20-50%                      | 42 dnů        |
| PGCL                | polyglyk. kyselina + laktid | xxx              | xxx           | xx          | xxx                | 50-70%                      | 90-120 dnů    |
| PDO                 | polydioxanon                | xxx              | xxx           | x           | xxx                | 20%                         | 80-120 dnů    |
| Polyglyconat        | glykolát + uhličitan        | xx               | xx            | x           | xxx                | 50%                         | 180-200 dnů   |
| PGLA                | 90% glykolát 10% laktát     | xx               | xxx           | x           | xxx                | 70-80%                      | 60-70 dnů     |

Porovnání vlastností chirurgických nití z catgutu a z různých syntetických materiálů:
| Obchodní značka (chem. složení) / Vlastnost | catgut (kolagen) | dexon (glykol) | vicryl (glaktin) | PDS (dioxanon) | maxon (glykonát) | monocryl (glecapron) |
| ------------------------------------------- | ---------------- | -------------- | ---------------- | -------------- | ---------------- | -------------------- |
| ruční ovladatelnost                         | obstojná         | dobrá          | dobrá            | méně dobrá     | dobrá            | výtečná              |
| držení uzlů                                 | méně dobré       | dobré          | obstojné         | méně dobré     | dobré            | dobré                |
| tažná pevnost                               | nízká            | vysoká         | vysoká           | průměrná       | vysoká           | vysoká               |
| koeficient tření                            | vysoký           | vysoký         | průměrný         | nízký          | nízký            | nízký                |
| paměť                                       | slabá            | slabá          | slabá            | silná          | slabá            | slabá                |
| reakce tkáně                                | silná            | průměrná       | průměrná         | slabá          | slabá            | slabá                |

- u nevstřebatelných materiálů

| Materiál               | Pevnost v uzlech | Vaza- telnost | Držení uzlů | Snášenlivost tkáně |
| ---------------------- | ---------------- | ------------- | ----------- | ------------------ |
| polyamid (monofil)     | xx               | x             | x           | xx                 |
| polyester (splétaný)   | xx               | xx            | xx          | xx                 |
| polyester (povrstvený) | xx               | xxx           | xxx         | xx                 |
| polypropylen           | xxx              | x             | -           | xxx                |
| teflon                 | xxx              | xx            | xx          | xxxx               |
| přírodní hedvábí       | x                | xxx           | xxx         | x                  |
| len (skaný)            | xx               | xx            | xx          | x                  |
| ocel. drát             | xxxx             | -             | -           | xxx                |

- tloušťka (průměr Ø) niti

Použitelné tloušťky jsou udány normou Europian Pharmacopoeia (EP) nebo častěji používanou United States Pharmacopeia (USP).
Výňatek z tabulky normovaných tlouštěk:
| Zařazení    | EP (metric) | Ø v mm      | USP | Ø v mm      |
| ----------- | ----------- | ----------- | --- | ----------- |
| nejjemnější | 0,01        | 0,001-0,004 | 12  | 0,001-0,004 |
| průměrná    | 3,5         | 0,350-0,399 | 0   | 0,350-0,399 |
| nejhrubší   | 10          | 1,000-1,099 | 10  | 1,200-1,299 |

## Použití

### Jehly
K šití se používají tzv. atraumatické jehly, které jsou pevně spojeny s nití. Kombinace se nazývá atraumatický materiál. Výrobci jehel udávají více než 20 různých tvarů jehel, jejich specifikace se označuje dvěma nebo třemi písmeny (např. DS, HRN atp). Pro každou tloušťku nitě se vydává doporučení určitých typů jehel (např. pro tloušťku nitě 0,1 až 0,3 mm jehly DSS, DS nebo DQL a pod) a podobným způsobem se doporučuje pro operaci každého tělesného orgánu jen určitý typ atraumatického materiálu.

### Šicí techniky
Používané jsou tři druhy stehů: jednotlivý, knoflíkový a průběžný a různé druhy uzlů (např. základní, lodní a školní, chirurgický)
Známé techniky šití: jednoruční, obouruční, nástrojové a polonástrojové

## Výrobci nití a jehel
V roce 2021 dosáhla celosvětová výroba chirurgických šicích materiálů hodnoty 3,7 miliard USD (z toho 82 % připadlo na nitě) do roku 2026 se předpokládalo zvýšení na 9,2 miliard USD.
K 10 nejznámějším výrobcům patřily 4 firmy v USA, 4 v západní Evropě a po jedné v Mexiku a v Indii.

## Galerie chirurgických nití

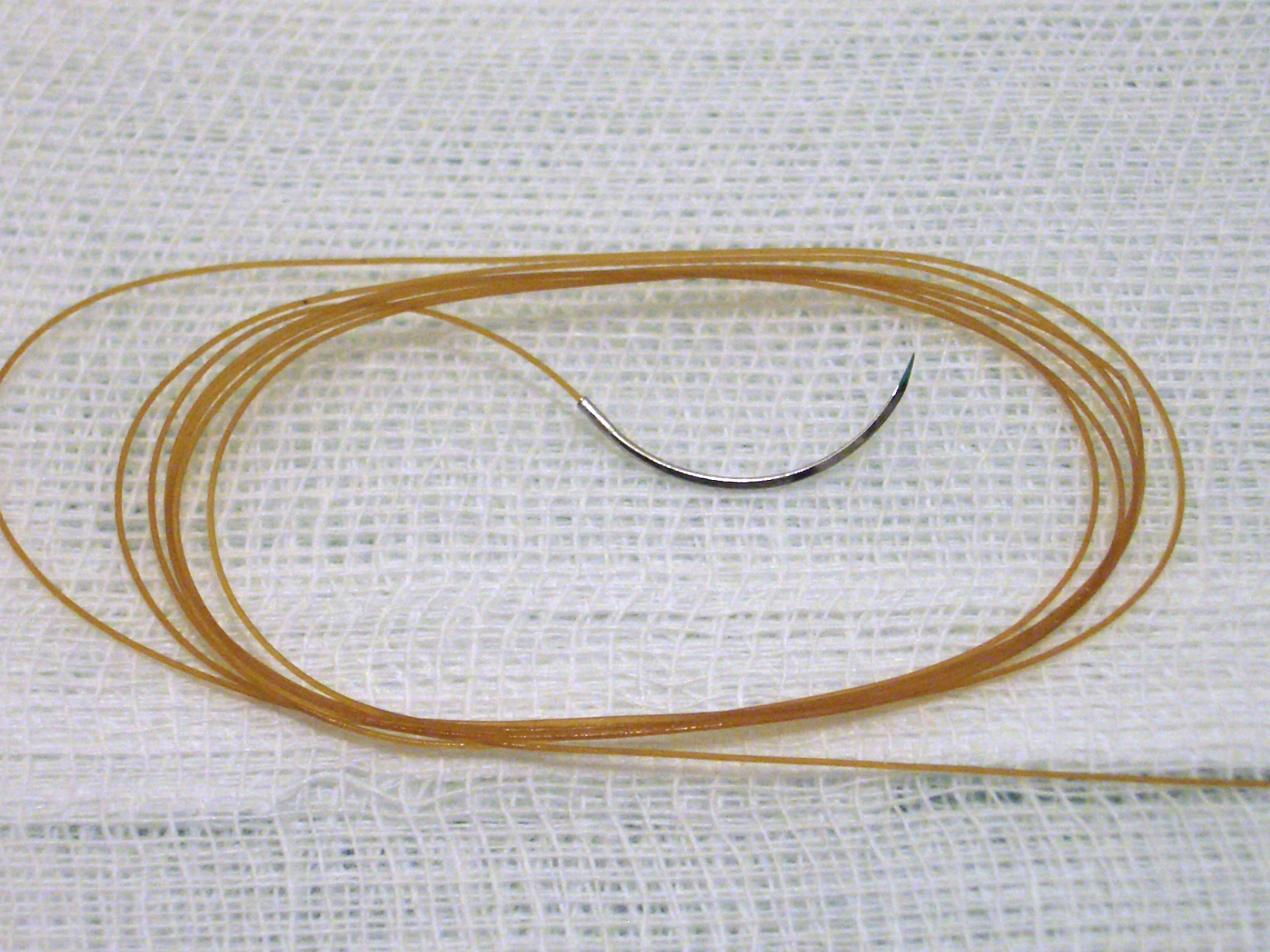
Catgut (chirurgická nit ze zvířecích střev) s jehlou
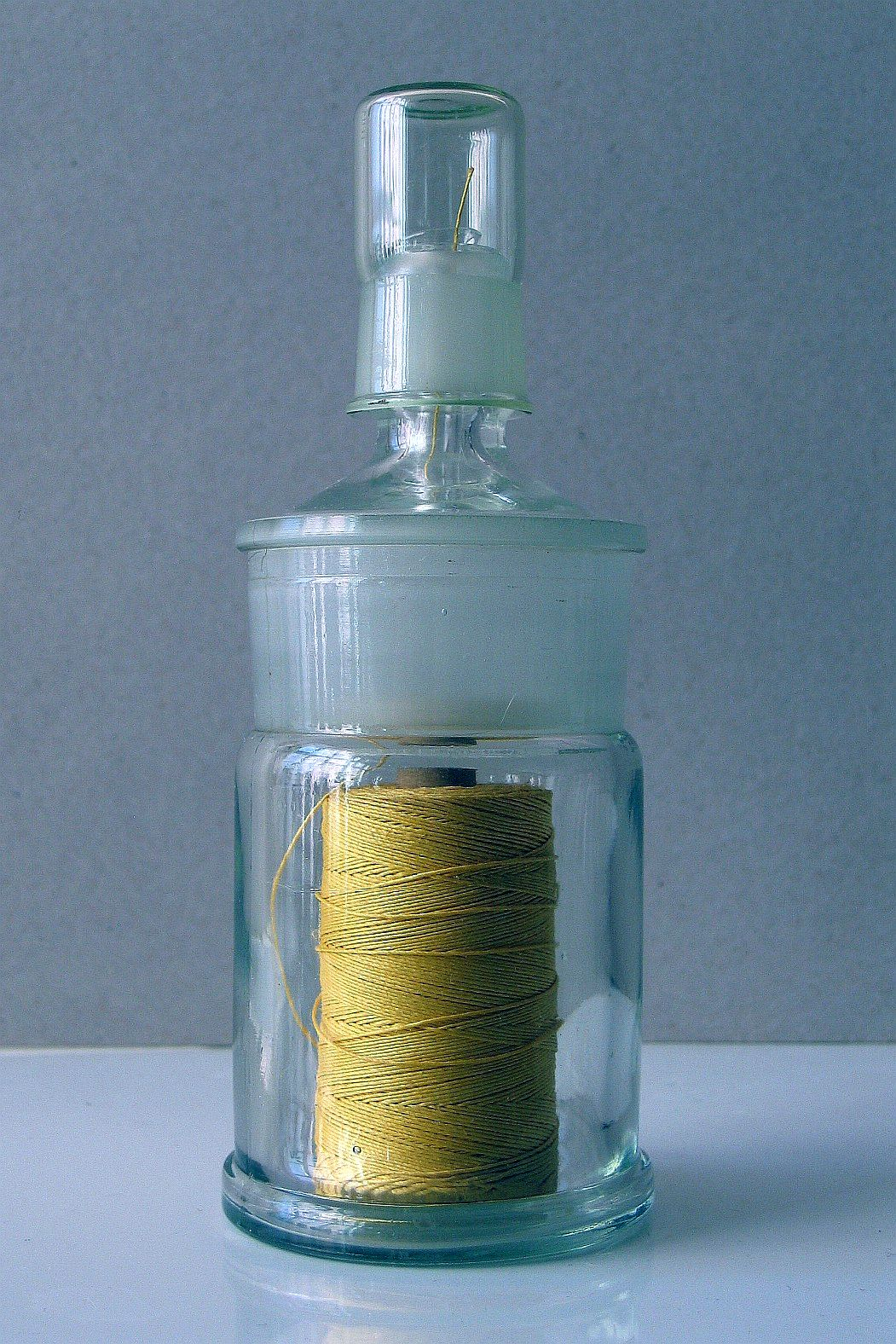
Zásobník chirurgických nití (z poloviny 20. století)
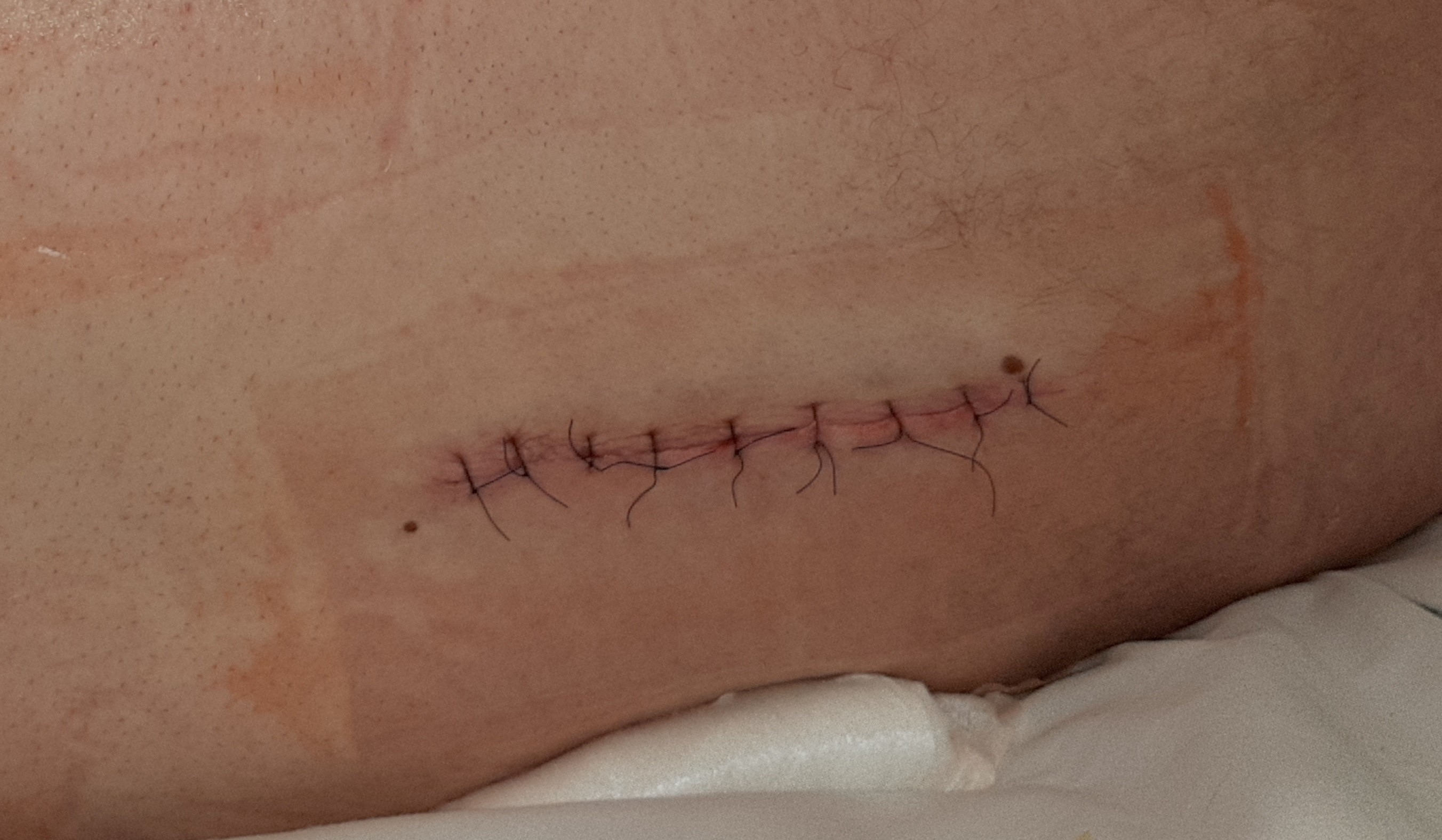
Stehy s chirurgickou nití
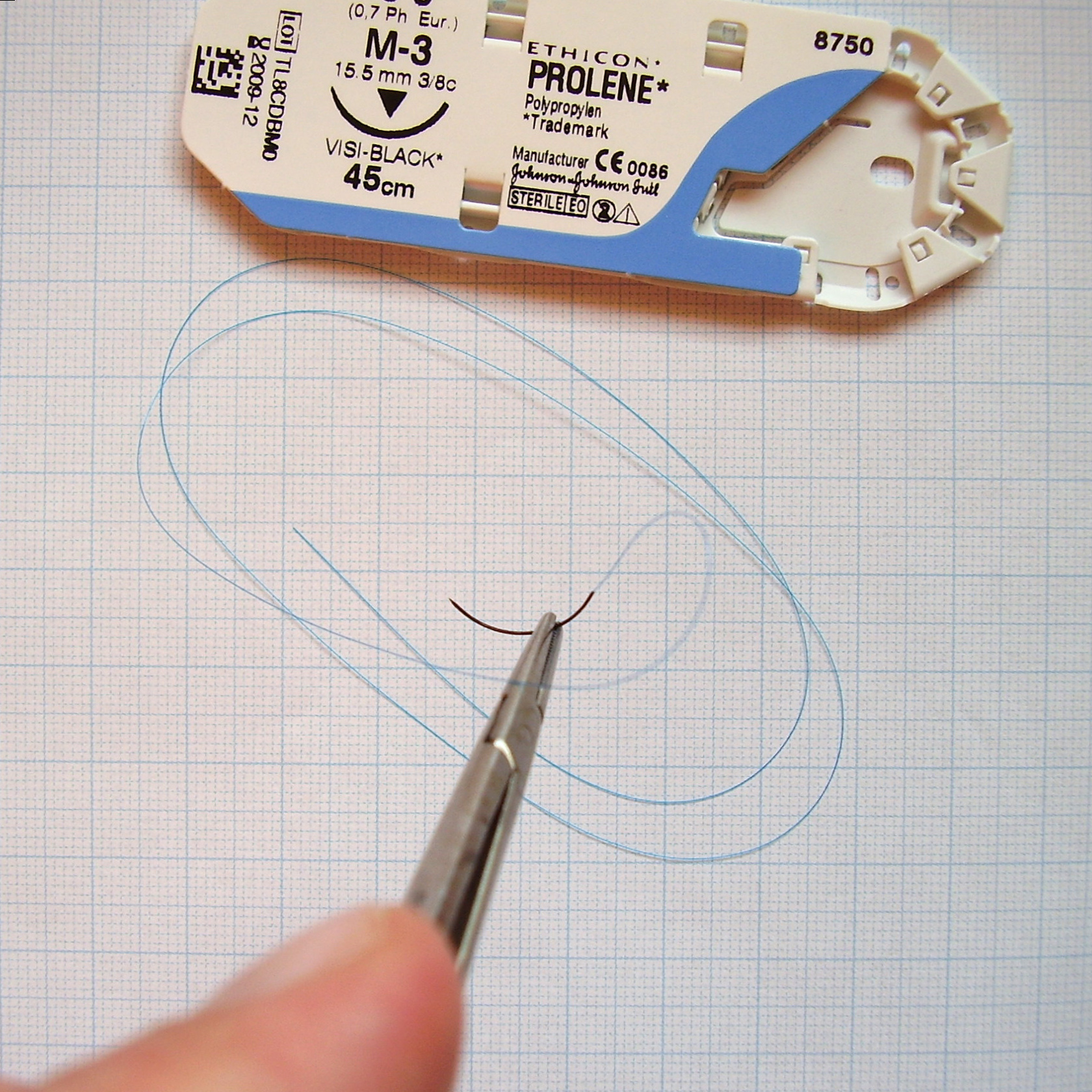
Nevstřebatelný atraumatický materiál (polypropylenová nit s jehlou)
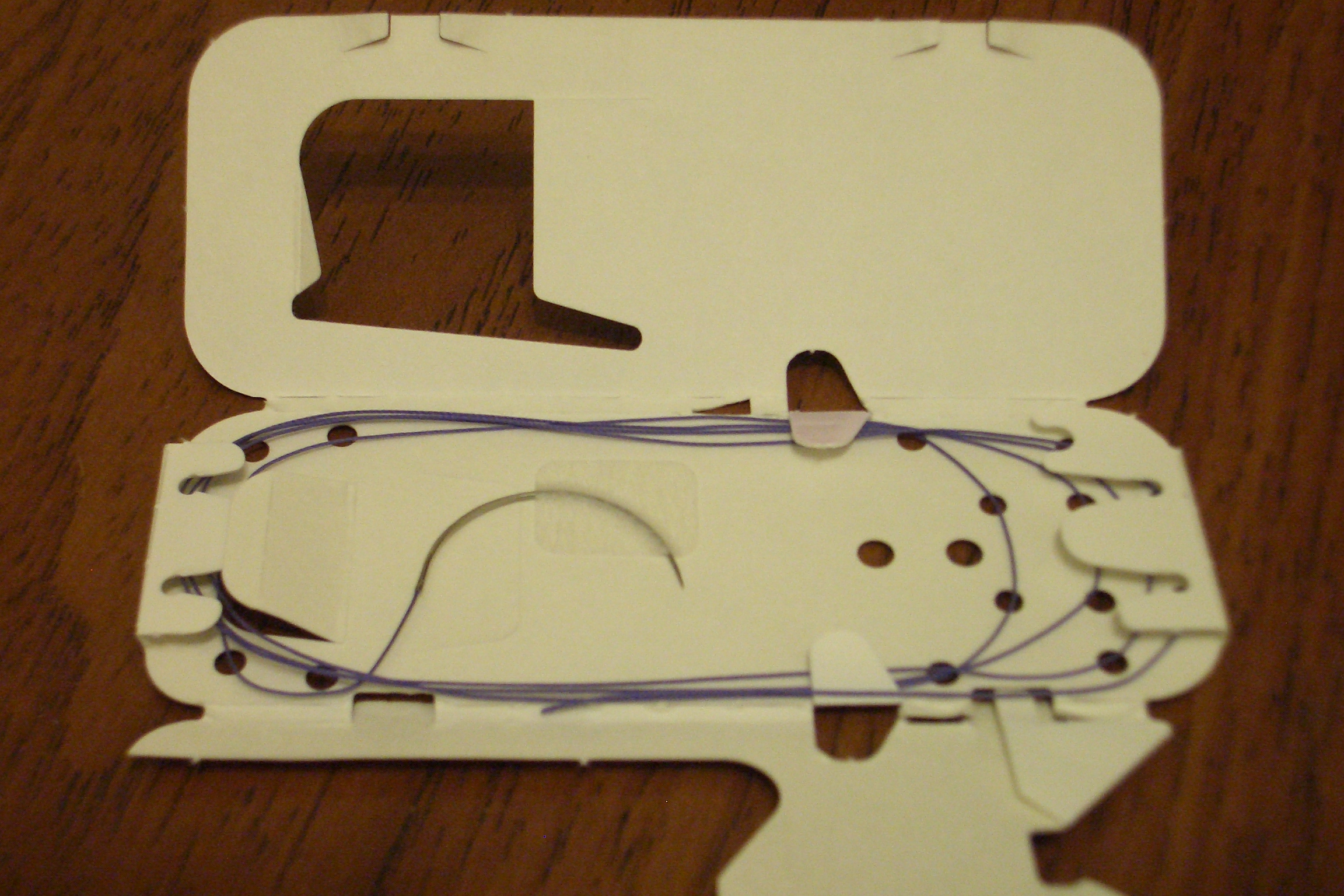
Vstřebatelný materiál ve sterilním pouzdru - PGLA, Ø 0,31 mm (z roku 2013)
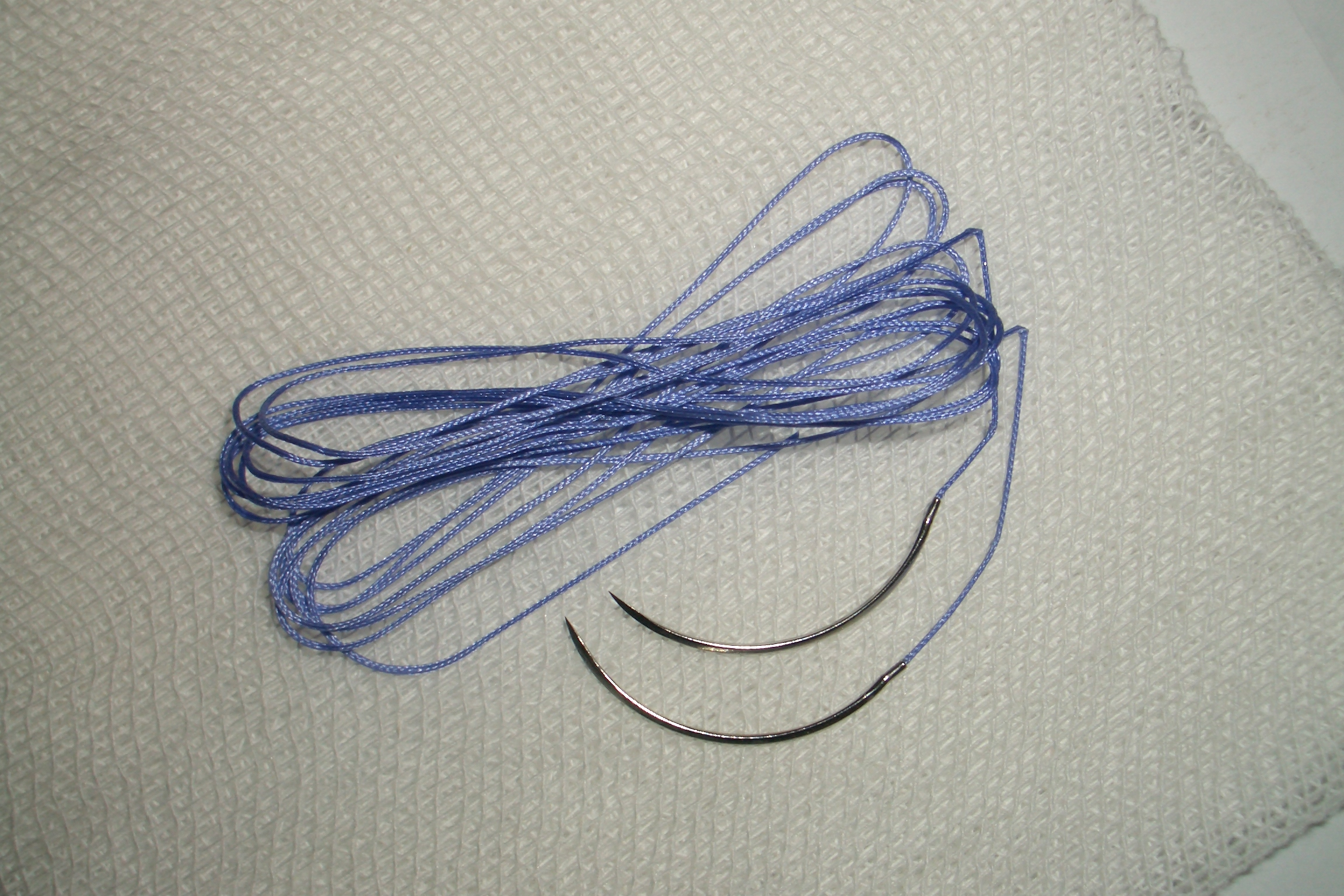
Splétaná nit z PGA-multifilamentu (povrstvená N-laurinem, L-lysinem a magnesium stearatem (Mg(C18H35O22) )